# Kalonaiki
Kalonaiki (havajski Kālonaiki; 16. vek?), poznat i kao Kalona (Kālona), bio je havajski plemić te veliki poglavica (Aliʻi Nui) havajskog ostrva Oahua (drevni Havaji). Bio je drugi vladar tog ostrva iz Dinastije Mailikakahija (Maʻilikākahi), svog rođaka kojeg je nasledio na prestu Oahua te je pomenut u drevnim legendama.

## Biografija

### Porodica, detinjstvo i mladost
Poglavica Kalonaiki je rođen u plemićkoj porodici na ostrvu Oahuu, najverovatnije u 16. veku. Bio je rođak i naslednik velikog poglavice Mailikakahija od Oahua, koji mu je bio otac ili deda. Prema jednoj verziji njegove biografije, Kalonaiki je bio sin Mailikakahija (i njegove supruge Kanepukoe?) te je nasledio oca nakon njegove smrti. Druga verzija kaže da je Kalonaiki bio sin princa Kalonanuija (Kālonanui) i njegove supruge Kaipuholue te tako brat poglavice Kalamakue od Halave.

### Vladavina i brak
Nakon smrti Mailikakahija, Kalonaiki je zavladao ostrvom, dok je Kalamakua bio poglavica jednog dela ostrva. Kalonaiki i njegov brat bili su u dobrim odnosima te je Kalamakua naredio sadnju taroa. Kalonaiki je vladao mirno te nije bilo rata tokom njegove vladavine.
Supruga Kalonaikija bila je velika poglavarka Kikenui-a-Eva (ili Kikinui-a-Eva), čije je poreklo nepoznato, ali je moguće da je bila potomak poglavice Evaulialaakone. Kalonaiki i njegova supruga imali su barem dvoje dece, sinove zvane Pilivale i Lo Lale (Lō-Lale). Nakon smrti Kalone, njegov stariji sin, princ Pilivale (Piliwale), postao je veliki poglavica Oahua.

## Linkovi
- Mailikakahi
- Maelo